# چولپان (شهرستان سالاواتسکی، باشقیرستان)
چولپان (انگلیسی: Chulpan, Salavatsky District, Republic of Bashkortostan) یک شهرک در شهرستان سالاواتسکی استان باشقیرستان کشور روسیه است.